# Chris Pratt
Christopher Michael Pratt (n. 21 iunie 1979, Virginia⁠(d), Minnesota, SUA) este un actor american de film. Este cunoscut pentru rolurile Bright Abbott în Everwood, și Andy Dwyer în serialul Parks and Recreation. A jucat în filme precum Wanted, Moneyball, The Five-Year Engagement, Zero Dark Thirty, Delivery Man și Her. În 2014 a jucat în blockbusterele The Lego Movie și Guardians of the Galaxy. În același an, Pratt a ocupat poziția a doua în lista Sexiest Men Alive, a revistei People. În 2015 a avut rolul principal în filmul Jurassic World, continuarea francizei Jurassic Park.

## Viața timpurie

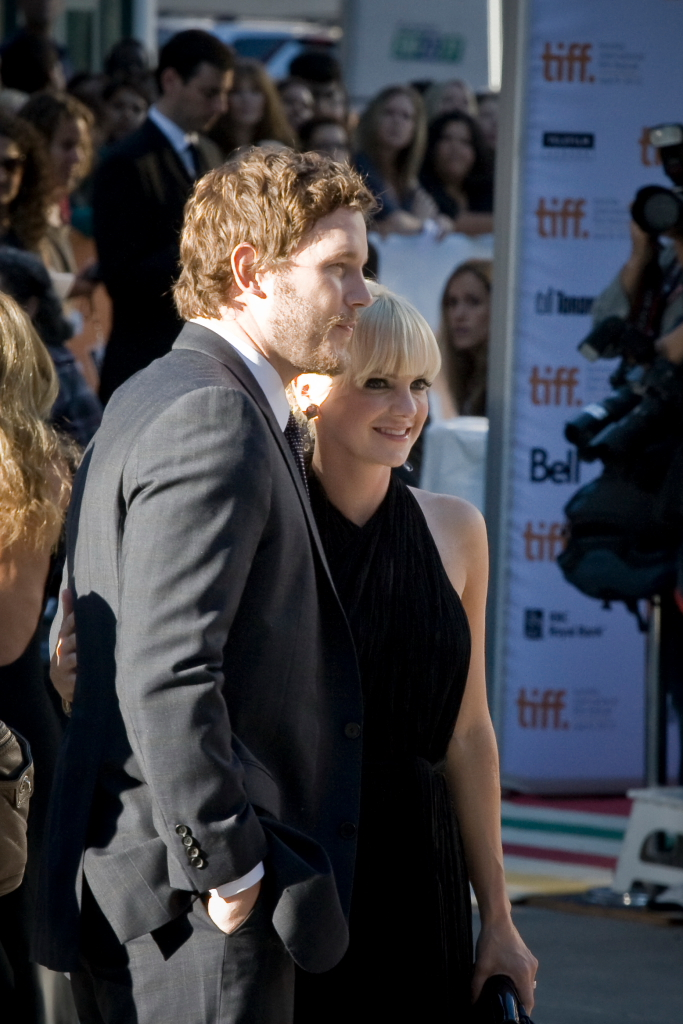
Chris Pratt și Anna Faris la Festivalul Internațional de Film de la Toronto, în 2011.

Pratt s-a născut în Virginia, Minnesota, fiul lui Kathleen Louise "Kathy" (născută Indahl), care a lucrat la un supermarket Safeway, și a lui Daniel Clifton "Dan" Pratt (d. 2014), care a lucrat ca miner și remodelator de case. Mama lui este de origine norvegiană, iar tatăl său are origini engleze, germane, canadiene, elvețiene și franceze. Pratt a fost crescut în Lake Stevens, Washington, unde a ieșit pe locul cinci într-un turneu statal de wrestling, ca elev de liceu.
Pratt a renunțat la colegiul comunității locale la jumătatea primului semestru, și după ce a lucrat ca vânzător de cupoane de reduceri și ca striper, a ajuns fără adăpost în Maui, dormind într-o furgonetă și într-un cort pe plajă. El a declarat ziarului The Independent: "Este un loc minunat pentru a trăi fără adăpost. Am băut, am fumat iarbă, și am lucrat ore minime, suficient doar pentru a acoperi gazul, alimentele, și proviziile de pescuit." El a amintit că asculta albumul 2001 a lui Dr. Dre zi cu zi, până în punctul în care știa "fiecare cuvânt din acest album". Câțiva ani mai târziu, el a fost capabil să cânte piesa Forgot About Dre a lui Eminem în timpul unui interviu.

## Viață personală
Pratt a întâlnit-o pe actrița Anna Faris pe platourile de filmare ale filmului Take Me Home Tonight, în 2007. Ei s-au logodit la sfârșitul anului 2008,  și s-au căsătorit în Bali, pe data de 9 iulie 2009. Ei au locuit în zona Hollywood Hills din Los Angeles, California. Fiul lor, Jack Pratt, s-a născut în august 2012. Cei doi s-au despărțit în 2017 iar divorțul a fost finalizat în anul următor.
Pratt a început o relație cu autoarea Katherine Schwarzenegger (fiica lui Arnold Schwarzenegger) în iunie 2018. Pe 13 ianuarie 2019, Pratt a anunțat că el și Schwarzenegger s-au logodit. S-au căsătorit pe 8 iunie 2019 în Montecito, California. În august 2020 s-a născut primul copil al cuplului - Lyla Maria.
Pratt este creștin. El a declarat că nașterea fiului său prematur "a restabilit credința mea în Dumnezeu", după ce atât el cât și Faris "s-au rugat foarte mult", deoarece erau îngrijorați de prognosticul copilului.

## Filantropie
În 2015, Pratt și Anna Faris au donat 1 milion de dolari pentru o acțiune de caritate care procura ochelari copiilor defavorizați. Ei au donat de asemenea unității de terapie intensivă a spitalului Cedars-Sinai Medical Center din Los Angeles și au susținut March of Dimes - organizație dedicată combaterii nașterilor premature sau cu defecte și a mortalității infantile.
În februarie 2021, Pratt a donat 20.000$ pentru combaterea foamei în Carolina de Sud. Donația a fost parte a unei acțiuni a lui Pratt și a unei organizații de a obține fonduri de 650.000$ pentru a contracara lipsurile alimentare în timpul pandemiei de COVID-19 în SUA. Pratt a ajutat la crearea carității Feed Thy Neighbor căreia i-a donat 100.000$. De asemenea, în februarie 2021, el a donat 10.000$ către Edmonds Food Bank și către Camera de comerț Edmonds și Edmonds Waterfront Center din statul Washington.

## Filmografie

### Filme
| An   | Titlu                           | Rol                     | Note                   |
| ---- | ------------------------------- | ----------------------- | ---------------------- |
| 2000 | Cursed Part 3                   | Devon                   | Scurtmetraj            |
| 2003 | The Extreme Team                | Keenan                  |                        |
| 2005 | Strangers with Candy            | Brason                  |                        |
| 2007 | Walk the Talk                   | Cam                     |                        |
| 2008 | Wieners                         | Bobby                   |                        |
| 2008 | Wanted                          | Barry                   |                        |
| 2009 | Bride Wars                      | Fletcher                |                        |
| 2009 | Deep in the Valley              | Lester Watts            |                        |
| 2009 | Jennifer's Body                 | Roman Duda              |                        |
| 2011 | Take Me Home Tonight            | Kyle Masterson          |                        |
| 2011 | Moneyball                       | Scott Hatteberg         |                        |
| 2011 | What's Your Number?             | Disgusting Donald       |                        |
| 2011 | 10 Years                        | Cully                   |                        |
| 2012 | The Five-Year Engagement        | Alex Eilhauer           |                        |
| 2012 | Zero Dark Thirty                | Justin                  |                        |
| 2013 | Movie 43                        | Doug                    |                        |
| 2013 | Mr. Payback                     | Darren                  | Film scurt             |
| 2013 | Delivery Man                    | Brett                   |                        |
| 2013 | Her                             | Paul                    |                        |
| 2014 | The Lego Movie                  | Emmet Brickowski        | Voce                   |
| 2014 | Guardians of the Galaxy         | Peter Quill / Star-Lord | Rol principal          |
| 2015 | Jurassic World                  | Owen Grady              | Rol principal          |
| 2015 | Jem and the Holograms           | El însuși               | Cameo                  |
| 2016 | The Magnificent Seven           | Joshua Faraday          |                        |
| 2016 | Passengers                      | Jim Preston             |                        |
| 2017 | Guardians of the Galaxy Vol. 2  | Peter Quill / Star-Lord |                        |
| 2018 | Avengers: Infinity War          | Peter Quill / Star-Lord |                        |
| 2018 | Jurassic World: Fallen Kingdom  | Owen Grady              | Rol principal          |
| 2019 | Răzbunătorii: Sfârșitul jocului | Peter Quill / Star-Lord |                        |
| 2019 | The Lego Movie 2                | Emmet Brickowski        | Voce                   |
| 2019 | The Kid                         | Grant Cutler            |                        |
| 2020 | Tot înainte                     | Barley Lightfoot        | Rol de voce            |
| 2021 | The Tomorrow War                | Dan Forester            | Și producător executiv |
| 2022 | Thor: Love and Thunder          | Peter Quill / Star-Lord | Post-productie         |
| 2022 | Jurassic World: Dominion        | Owen Grady              | Post-productie         |

### Televiziune
| An        | Titlu                         | Rol                             | Note |
| --------- | ----------------------------- | ------------------------------- | --- |
| 2001      | The Huntress (serial)         | Nick Owens                      | Episod: "Who Are You?"                                                                                        |
| 2002–2006 | Everwood (serial)             | Harold Brighton "Bright" Abbott | 89 episoade Nominalizat—Teen Choice Award for Choice TV Sidekick (2004–2005)                                  |
| 2005      | Path of Destruction (film)    | Nathan McCain                   | Film de televiziune                                                                                           |
| 2006–2007 | The O.C. (serial)             | Winchester "Ché" Cook           | 9 episoade |
| 2008      | The Batman (serial)           | Jake                            | Voce Episod: "Attack of the Terrible Trio"                                                                    |
| 2009–2015 | Parks and Recreation (serial) | Andrew Maxwell "Andy" Dwyer     | 117 episoade Nominalizat—Critics' Choice Television Award for Best Supporting Actor in a Comedy Series (2013) |
| 2010–2011 | Ben 10: Ultimate Alien        | Cooper Daniels                  | Voce 2 episoade                                                                                               |
| 2014      | Saturday Night Live           | El însuși                       | Episod: "Chris Pratt/Ariana Grande"                                                                           |

### Jocuri video
| An   | Titlu                                     | Voce             |
| ---- | ----------------------------------------- | ---------------- |
| 2010 | Ben 10 Ultimate Alien: Cosmic Destruction | Cooper Daniels   |
| 2012 | Kinect Star Wars                          | Obi-Wan Kenobi   |
| 2014 | The Lego Movie Videogame                  | Emmet Brickowski |
| 2015 | Lego Jurassic World                       | Owen Grady       |

## Premii și nominalizări
| An   | Premiu                                                    | Film                    | Categorie                                                             | Rezultat     | Referință |
| ---- | --------------------------------------------------------- | ----------------------- | --------------------------------------------------------------------- | ------------ | --------- |
| 2004 | Teen Choice Awards                                        | Everwood                | Choice TV Sidekick                                                    | Nominalizare | [ 37 ]    |
| 2005 | Teen Choice Awards                                        | Everwood                | Choice TV Sidekick                                                    | Nominalizare | [ 37 ]    |
| 2012 | Washington D.C. Area Film Critics Association             | Zero Dark Thirty        | Washington D.C. Area Film Critics Association Award for Best Ensemble | Nominalizare | [ 37 ]    |
| 2013 | Golden Raspberry Awards                                   | Movie 43                | Golden Raspberry Award for Worst Screen Combo (cu Anna Faris)         | Nominalizare | [ 37 ]    |
| 2013 | Critics Choice Television Awards                          | Parks and Recreation    | Best Supporting Actor in a Comedy Series                              | Nominalizare | [ 37 ]    |
| 2014 | Teen Choice Awards                                        | The Lego Movie          | Teen Choice Award for Choice Animated Movie: Voice                    | Nominalizare | [ 37 ]    |
| 2014 | Indiana Film Journalists Association Awards               | The Lego Movie          | Best Vocal/Motion Capture Performance                                 | Nominalizare | [ 37 ]    |
| 2014 | Detroit Film Critics Society Award                        | Guardians of the Galaxy | Best Ensemble                                                         | Câștigat     | [ 37 ]    |
| 2014 | CinemaCon Awards                                          | Guardians of the Galaxy | Breakthrough Performer of the Year                                    | Câștigat     | [ 37 ]    |
| 2014 | Critics' Choice Movie Award                               | Guardians of the Galaxy | Best Actor in an Action Movie                                         | Nominalizare | [ 37 ]    |
| 2014 | Detroit Film Critics Society Award                        | Guardians of the Galaxy | Breakthrough Artist                                                   | Nominalizare | [ 37 ]    |
| 2014 | Kids' Choice Award                                        | Guardians of the Galaxy | Favorite Male Action Star                                             | Nominalizare | [ 37 ]    |
| 2014 | Phoenix Film Critics Society Award                        | Guardians of the Galaxy | Best Cast                                                             | Nominalizare | [ 37 ]    |
| 2014 | Young Hollywood Award                                     | Guardians of the Galaxy | Super Superhero                                                       | Nominalizare | [ 37 ]    |
| 2014 | MTV Movie Award                                           | Guardians of the Galaxy | Best Male Performance                                                 | Nominalizare | [ 37 ]    |
| 2014 | MTV Movie Award                                           | Guardians of the Galaxy | Best Comedic Performance                                              | Nominalizare | [ 37 ]    |
| 2014 | MTV Movie Award                                           | Guardians of the Galaxy | Best Musical Moment                                                   | Nominalizare | [ 37 ]    |
| 2014 | MTV Movie Award                                           | Guardians of the Galaxy | Best Shirtless Performance                                            | Nominalizare | [ 37 ]    |
| 2014 | Golden Schmoes Awards                                     | Guardians of the Galaxy | Breakthrough Performance of the Year                                  | Câștigat     | [ 37 ]    |
| 2015 | Behind the Voice Actors Awards                            | The Lego Movie          | Best Vocal Ensemble in a Feature Film                                 | Câștigat     | [ 37 ]    |
| 2015 | Behind the Voice Actors Awards                            | The Lego Movie          | Best Male Lead Vocal Performance in a Feature Film                    | Nominalizare | [ 37 ]    |
| 2015 | Behind the Voice Actors Awards                            | The Lego Movie          | Best Vocal Ensemble in a Feature Film                                 | Nominalizare | [ 37 ]    |
| 2015 | Central Ohio Film Critics Association                     | The Lego Movie          | Actor of the Year                                                     | Nominalizare | [ 37 ]    |
| 2015 | Online Film & Television Association                      | The Lego Movie          | Best Voice-Over Performance                                           | Nominalizare | [ 37 ]    |
| 2015 | Shorty Awards                                             | -                       | Best Actor on Social Media                                            | Câștigat     | [ 37 ]    |
| 2015 | Academy of Science Fiction, Fantasy & Horror Films Awards | Guardians of the Galaxy | Best Actor                                                            | Câștigat     | [ 37 ]    |
| 2015 | Broadcast Film Critics Association Awards                 | Guardians of the Galaxy | Best Actor in an Action Movie                                         | Nominalizare | [ 37 ]    |
| 2015 | Central Ohio Film Critics Association Awards              | Guardians of the Galaxy | Actor of the Year                                                     | Nominalizare | [ 37 ]    |
| 2015 | Central Ohio Film Critics Association Awards              | Guardians of the Galaxy | Best Ensemble                                                         | Nominalizare | [ 37 ]    |
| 2015 | Jupiter Awards                                            | Guardians of the Galaxy | Best International Actor                                              | Câștigat     | [ 37 ]    |
| 2015 | Kids' Choice Awards                                       | Guardians of the Galaxy | Favorite Male Action Star                                             | Nominalizare | [ 37 ]    |
| 2015 | MTV Movie Awards                                          | Guardians of the Galaxy | Best Male Performance                                                 | Nominalizare | [ 37 ]    |
| 2015 | MTV Movie Awards                                          | Guardians of the Galaxy | Best Shirtless Performance                                            | Nominalizare | [ 37 ]    |
| 2015 | MTV Movie Awards                                          | Guardians of the Galaxy | Best Musical Moment                                                   | Nominalizare | [ 37 ]    |
| 2015 | MTV Movie Awards                                          | Guardians of the Galaxy | Best Comedic Performance                                              | Nominalizare | [ 37 ]    |
| 2015 | MTV Movie Awards                                          | Guardians of the Galaxy | Best Hero                                                             | Nominalizare | [ 37 ]    |
| 2015 | Teen Choice Awards                                        | Jurassic World          | Choice Summer Movie Star: Male                                        | Nominalizare | [ 37 ]    |